# Barong

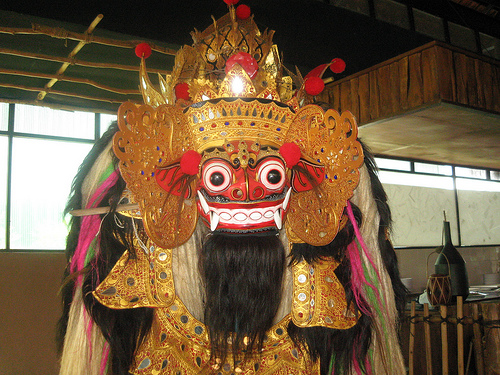
Representação de Barong

Barong é um personagem da mitologia de Bali. Ele é o rei dos espíritos, líder das forças do bem e inimigo de Rangda passou a ser de grande importancia nos carnavais da china por ser uma mascara excêntrica de qualidade propriamente demonstrativa de um modo inteiramente importante visto que ainda não tem visto   
A luta entre as forças do bem e do mal é representada em contos da ilha indonésia de Bali. Barong representa as forças do bem - é o protetor da humanidade, usando seus encantos e magia para defender os moradores contra as magias negras da morte da bruxa Rangda. Ele é um espírito de guarda que é mais comum visto na forma de um leão, embora cada região de Bali tenha sua própria versão de Barong, sendo os outros um dragão, um javali ou um tigre. Barong é animado pelo espírito irmão Banas Pati Rajah para lutar com Rangda para restaurar o equilíbrio entre o bem e o mal. No entanto, depois que Rangda é morto, ela finalmente ressuscitou, e Barong deve lutar mais uma vez. Esta batalha eterna é retratada em rituais vistos em Bali, e nos últimos tempos tornou-se uma atração para os turistas.